# Dorsale Millen
La dorsale Millen è una catena montuosa situata nella regione nord-occidentale della Dipendenza di Ross, nell'entroterra della costa di Borchgrevink, in Antartide. La dorsale Millen, che fa parte dei monti della Vittoria, un gruppo montuoso a sua volta facente parte della catena dei monti Transantartici, è orientata in direzione nord-ovest/sud-est, nella quale si estende per circa 70 km, arrivando a una larghezza massima di circa 20 km, e dal suo versante orientale partono alcuni dei ghiacciai più importanti dei monti della Vittoria come il Pearl Harbor, il Müller e il Lensen. La vetta più alta della catena è quella del monte Aorangi, situato nella parte orientale della catena, che arriva a 3135 m s.l.m..

## Storia
La dorsale Millen è stata così battezzata dai membri della spedizione esplorazione antartica svolta dai club alpini neozelandesi nel periodo 1962-63, in onore di John M. Millen, leader della spedizione.